# Agrypon hyperetis
Agrypon hyperetis là một loài tò vò trong họ Ichneumonidae.